# Chaika Rock
Chaika Rock (in lingua aleutina Hasaxsax) è una piccola isola disabitata delle isole Andreanof, nell'arcipelago delle Aleutine, e appartiene all'Alaska (USA). Si trova all'ingresso meridionale dello stretto di Little Tanaga, al largo della costa sud-est di Kagalaska
Ha ricevuto questo nome, che in russo significa "gabbiano" (чайка čajka), durante una spedizione del 1934 poiché l'isola è un luogo di nidificazione dei gabbiani.